# ليندا وايس
ليندا وايس (بالإنجليزية: Linda Weiss)‏ هي اقتصادية أسترالية، ولدت في 1952.